# المرأة في الطب
مُنع عمل المرأة في المجال الطبي (سواء كطبيبة أو جراحّة) على مدار التاريخ وفي أماكن متفرقة من العالم، ومع ذلك فإن عمل المرأة بشكل غير رسمي كمساعدة للعاملين في المجال الطبي كان منتشرًا على أوسع نطاق. أما الآن فإن معظم دول العالم توفر فرص التعليم الطبي لكلا الجنسين بالتساوي. لكن لا توفر جميع هذه الدول فرص عمل داخل القطاع الطبي متساوية للجنسين.

## الطب الحديث

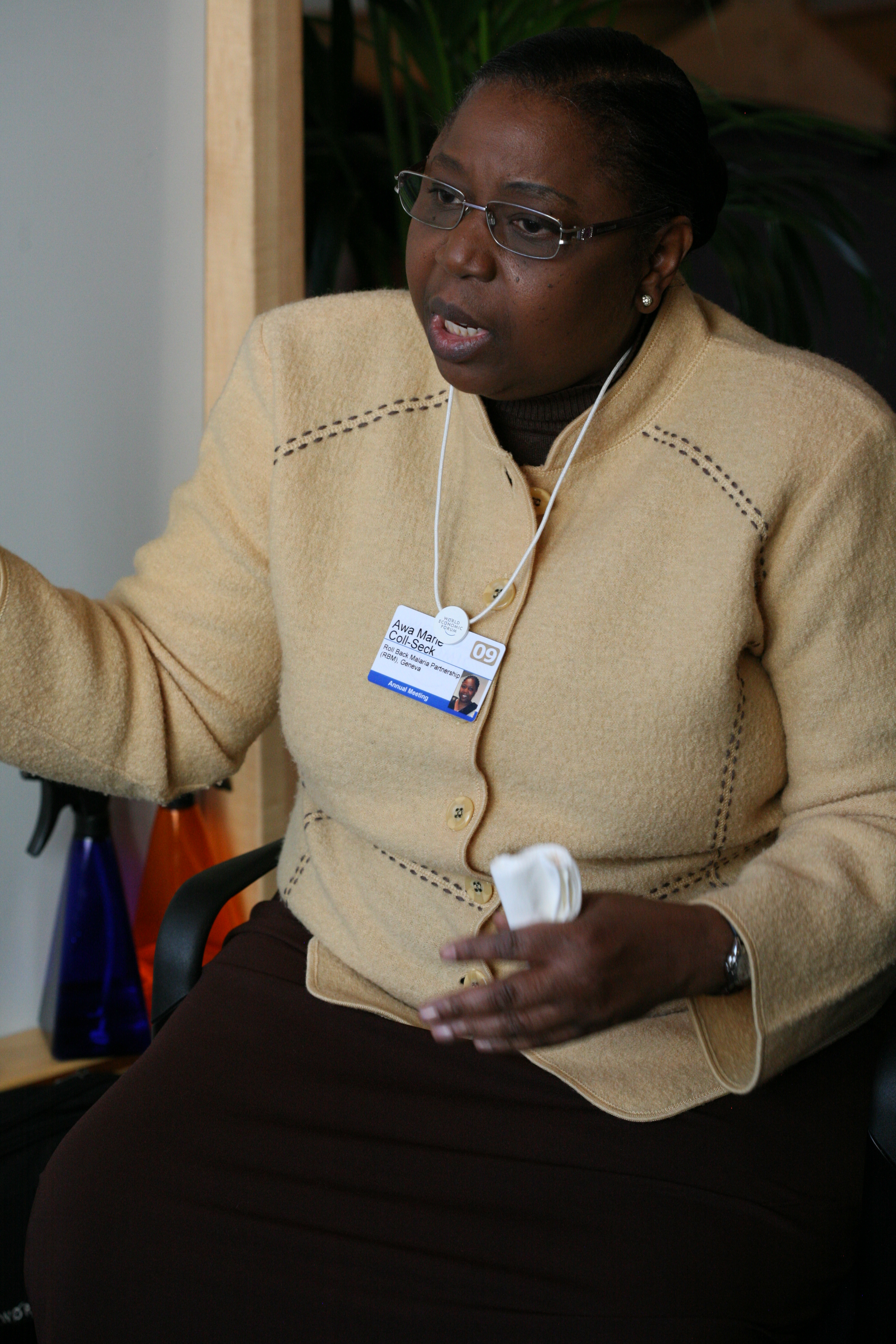
أوا ماري كول سيك وزيرة الصحة السابقة بالسنغال وخبيرة في مجال الصحة العمومية، والمديرة التنفيذية لبرنامج الأمم المتحدة المشترك المعني بفيروس نقص المناعة البشرية / الإيدز والقضاء على الملاريا

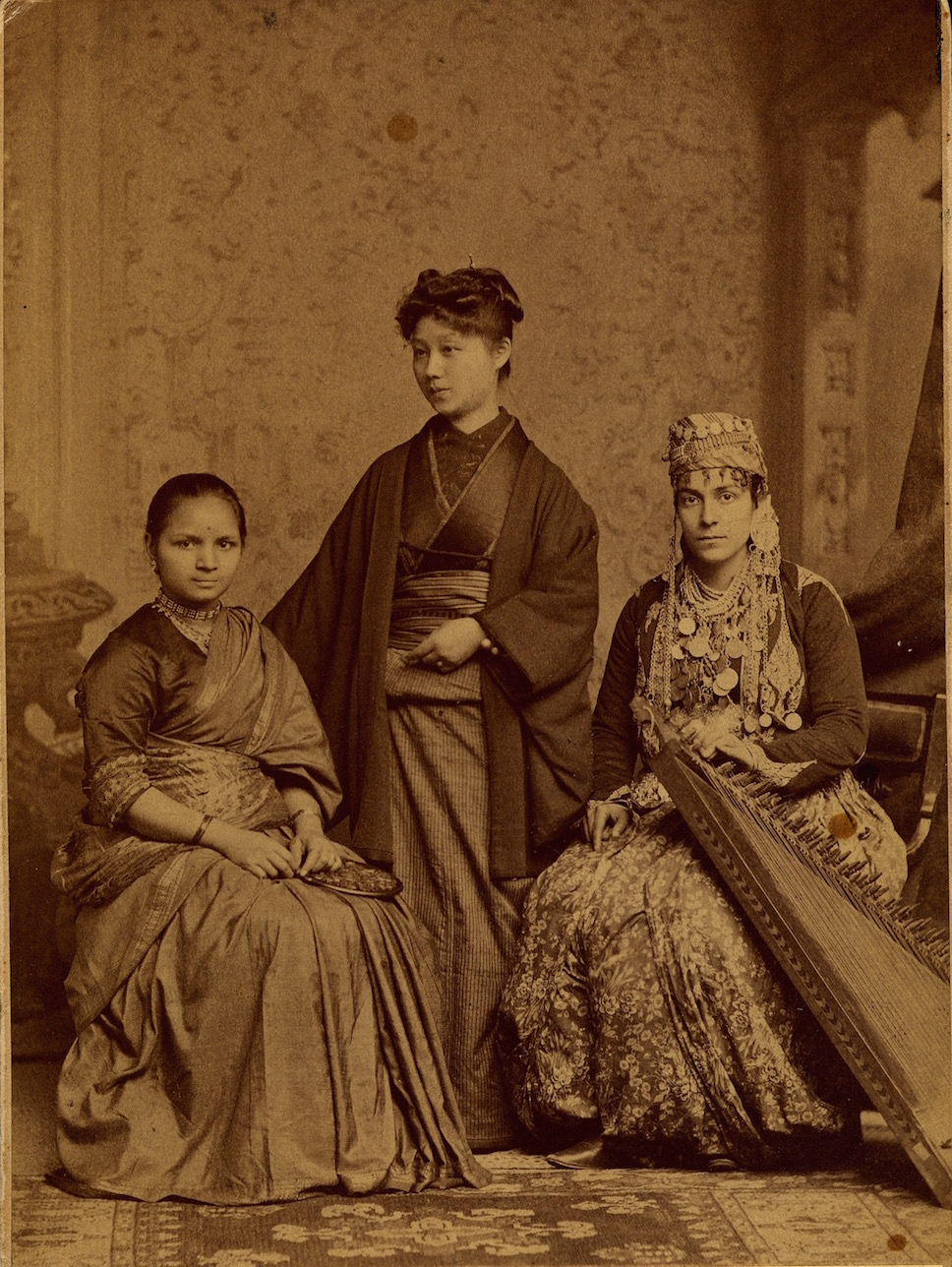
خريجات كلية طب الفتيات ببنسلفينيا 1886 : أنانديبايا جوشي من الهند (على اليسار), و كي أوكامي من اليابان (في المنتصف), و ثبات إسلامبولي من سوريا (على اليمين). وكل منهن قد اكملت تعليمها بالكلية وأصبحت أول فتاة في بلادها تحصل على درجة طبيبة بالطب الغربي.

ظل عمل المرأة في المجال الطبي محدودًا في العقود التي كان علم الطب فيها يتقدم ويزداد تخصصًا وحرفية. ومع ذلك فقد مارست المرأة بعض الأعمال داخل قطاع الرعاية الصحية كالقبالة والتمريض بشكل معلن طوال القرنين الثامن عشر والتاسع عشر وبذلك اكتسبت المرأة حق الانتساب لمؤسسات التعليم الطبية في العديد من الدول. وقد عانت المرأة خلال ذلك العديد من الانتكاسات فعلى سبيل المثال تصف ماري روث والش تراجع أعداد الإناث العاملات كطبيبات في النصف الأول من القرن العشرين، مما نتج عنه عدد أقل من الطبيبات عام 1950 عنه في عام 1900. ولكن عدد الطبيبات عاد للارتفاع ثانية في النصف الثاني من نفس القرن وأصبحت الإناث تمثل 9% من تعداد الطلاب الملتحقين للدراسة بكليات الطب في أمريكا عام 1969, وارتفع ذلك إلى 20% عام 1976. وبحلول عام 1985 أصبحت الإناث تمثل 14% من تعداد الأطباء العاملين في أمريكا.
وفي مقتبل القرن الواحد والعشرين حققت المرأة الكثير من المكتسبات في البلدان الصناعية وحصلت على المساواة مع الذكور في العديد من التخصصات الطبية وشكلت أغلبية الكتلة الطلابية في المجال الطبي في أمريكا عام 2003 
وفي 2007-2008 شكلت الإناث 49% من تعداد المتقدمين لدراسة الطب و 48.3% من تعداد المقبولين.
وحسب الجمعية الأمريكية لكليات الطب فإن 48.3% (16,838) من الدرجات الطبية في أمريكا منحت لإناث عام 2009-2010 بالمقارنة بـ26.8% عام 1982-1983.
كما تستمر المرأة في اكتساح مجال التمريض. ففي 2000 وصل عدد الإناث العاملات في مجال التمريض إلى 94.6% من إجمالي العاملين بالمجال.
وقد وصل تعداد الإناث العاملات بالطب في أمريكا ككل إلى 14.8 مليون عام 2011 
ومع ذلك فإن ممارسة الطب يغلب فيها الذكور بوجه عام. وفي البلدان الصناعية لا تنتقل المساواة في التعليم الطبي بين الجنسين إلى فرص العمل، بالإضافة إلى أنه في البلدان النامية لا توجد مساواة بين الجنسين لا في التعليم الطبي ولا في فرص العمل.
وفوق ذلك، يلاحظ وجود انحرافات في بعض التخصصات الطبية، كالجراحة التي يهيمن عليها الذكور تمامًا. وبالمثل فإن هناك التخصصات التي تهيمن عليها النساء تمامًا. ففي أمريكا يتجاوز عدد الإناث العاملات في تخصص طب الأطفال وطب النساء والتوليد وعلم الأمراض والطب النفسي عدد الذكور العاملين في نفس التخصصات.
وببحث هذه المسألة في العديد من الدراسات، أُطلِقت تسمية (التسريب في خطوط الإنتاج) على طريق الانثى خلال الدراسة والعمل بالمجال الطبي. فرغم وصول المرأة إلى مراحل متقدمة في دراسة الطب إلى أن العديد من الأسباب تدفع بها إلى الانقطاع والخروج عن طريق الدراسة والعمل في مراحله مختلفة، أثناء سنين الدراسة بكلية الطب مثلًا وأثناء الحصول على الدراسات العليا وفي مرحلة ما بعد الدكتوراة وخلال الحصول على الموافقات القانونية لممارسة المهنة.

## تاريخيًا

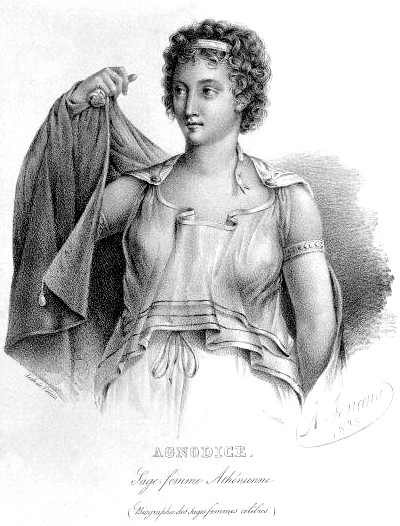
أغنوديس

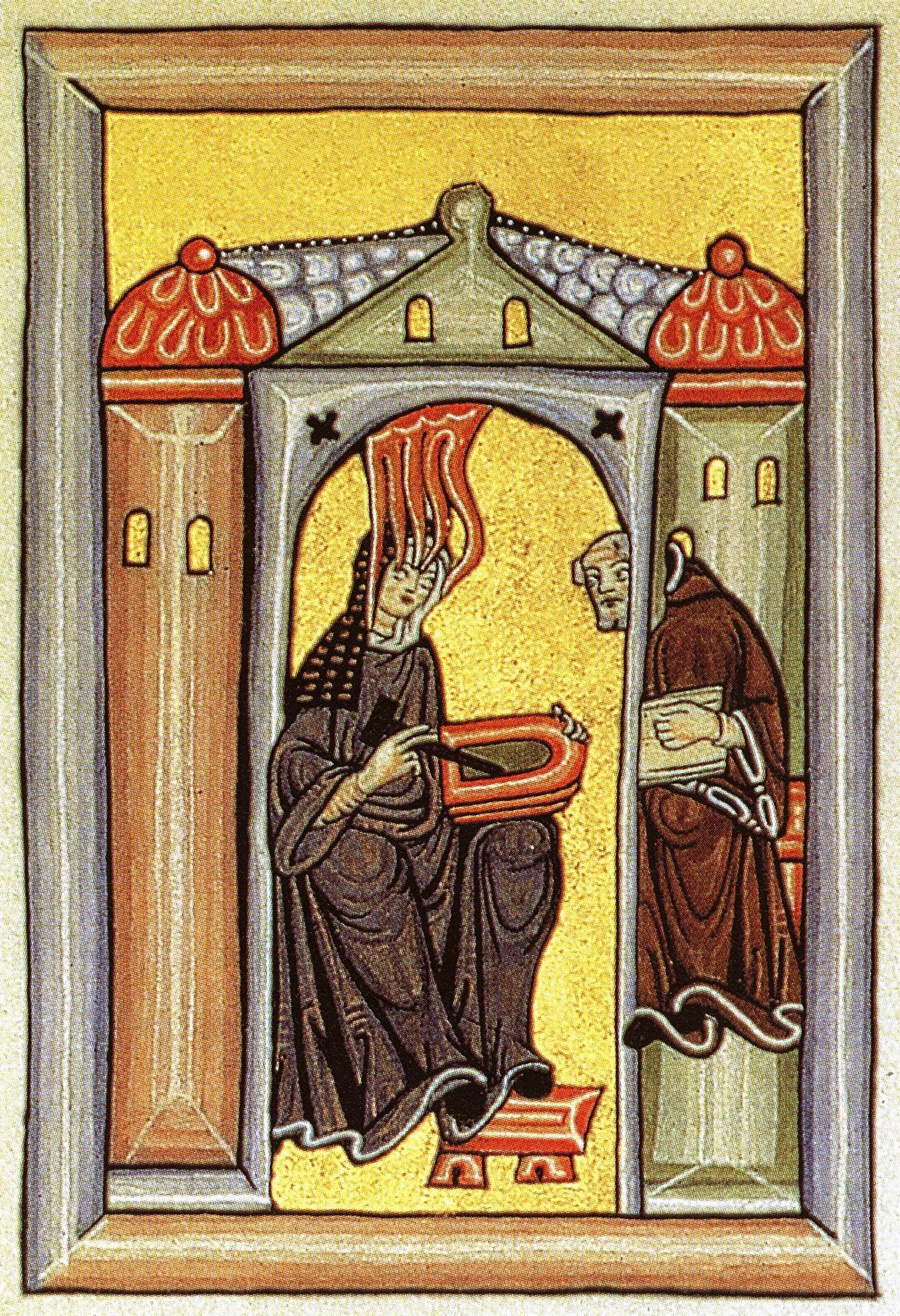
هايدغارد بنجين

### الطب القديم
تعد ميرت بتاح أول امرأة طبيبة يذكر اسمها وربما تكون أول امرأة في التاريخ تعمل في مجال العلوم، وقد عاشت في عهد الأسرة المصرية الثالثة نحو 2700 قبل الميلاد.
وفي الحضارة اليونانية القديمة ورد ذكر «أجاميدي» وهي طبيبة معالجة في كتابات هوميروس في عصر ماقبل حصار طروادة.
وتعد أغنوديس التي عاشت في القرن الرابع قبل الميلاد أول طبيبة في أثينا حيث عملت أغنوديس على التنكر بزي رجل لكي تتمكن من طلب التدريب الطبي الذي كان محظورًا على النساء في أثينا في ذلك الوقت، وغادرت أغنوديس لتستكمل دراستها في الإسكندرية، وتتلمذت على يد هيروفيلوس الذي كان أهم خبير علم تشريح في ذلك الوقت، وبعد استكمالها تحصيلها العلمي عادت أغنوديس لتمارس الطب في أثينا متنكرةً بزي رجل، ومع مرور الوقت ذاع صيتها بين نساء أثينا اللواتي بدأن يطلبن عونها الطبي دون غيرها من الأطباء الرجال مما عرضها لاتهامات بأنها تعمل على إغواء النساء ولمحاولات أزواج المريضات إنزال حكم بالإعدام بها إذ لم يكونوا على علم بعد بأنها امرأة وليست رجل. لكن أغنوديس دافعت عن نفسها كما ساعدتها مجموعة من النسوة ودافعن عنها فبُرئت أغنوديس مما نُسب إليها من اتهامات وتغير القانون في أثينا ليسمح للمرأة بالعمل في الطب لمداواة النساء.

### أوروبا في العصور الوسطى

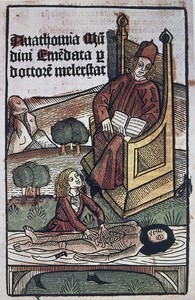
أليساندرا جيلياني

في العصور الوسطى كانت الدير مكان مهم لتعليم المرأة والتي أعطت للمرأة العديد من الفرص للمشاركة في الأبحاث. على سبيل المثال فإن القديسة هايدغارد بنجين كانت كاتبة ألمانية وملحنة وفيلسوفة وقد كتبت نصوصًا لاهوتية ونباتية وطبية  وتعد أول طبيبة ألمانية يرد ذكرها تاريخيًا.
وقد شاركت النساء في العديد من تخصصات الطب والعلاج وطبقًا لوثائق تاريخية فقد عملت النساء في جميع الرتب في المجال الطبي
فقد عملن كـقابلات وصانعات أدوية وأعشاب وجراحات وممرضات وباحثات.
وقد عالجت النساء المرضى من ذكور وإناث. وورد ذكر 24 اسم لإناث تم وصفهن بأنهن جرّاحات عملن في مدينة نابولي بإيطاليا في الفترة ما بين 1273 - 1410, ووصفت 15 أخريات بأنهن طبيبات ممارسات للمهنة ولسن قابلات وقد عملن في الفترة ما بين 1387 - 1497 في مدينة فرانكفورت بألمانيا. وبالطبع عملت العديد من النسوة في مجال المداواة والتوليد بدون ترك آثار مكتوبة عن أعمالهن.
ومع ذلك فإنه عند بدء إنشاء مدارس الطب منعت الفتيات من الالتحاق بها بحجة أن ممارسة الطب تحتاج لعهود دينية لا تستطيع الانثى القيام بها مما اخضع المجال الطبي لهيمنة العاملين من الذكور. وتم تنظيم عمل الجراحين والحلاقين العاملين بالجراحات البسيطة بإنشاء نقابات تضمهم وقد سمح لأبناء الحلاقين من الإناث وزوجاتهم بالانضمام إلى هذه النقابات بعد وفاة الأب أوالزوج فقط. وكمثال على ذلك فقد ورد في مستندات قديمة انضمام ابنة الجراح توماس واخت الجراح ويليام للنقابة عام 1286
واستمر انضمام الإناث لهذه النقابات بشكل محدود وداخل إطار العمل كقابلات بشكل أكبر حتى شكلت القابلات 30% من إجمالي الإناث الممارسات للطب 
وفي القرن الـ12 مثّل الساحل الجنوبي الإيطالي مركزًا هامًا للتعليم والممارسة الطبية، فهناك قامت الطبيبة «تروتا ساليرنو» بجمع العديد من الممارسات الطبية والمعلومات والمهارات في عددة كتب كان أحدها بعنوان «علاج النساء» والذي مثل نواة ل3 كتب سميت ال«تروتيولا» تحمل في مجملها معلومات طبية قيمة وانتشرت في انحاء أوروبا... فاشتمل الكتاب الأول تحت عنوان «ظروف المرأة» ويحتوي على معلومات طبية منقولة عن أطباء الدولة الإسلامية والعربية التي كانت قد بدأت بالتوسع والانتشار حتى وصلت أوروبا في ذلك الوقت والذي تضمن فصل يبحث في أمراض النساء والتوليد بعنوان «القربان», وبعض تراجم لاتينية قام بها الطبيب قسطنطين الأفريقي لكتاب «زاد المسافر» للطبيب أحمد بن الجزار وكان الطب العربي أكثر تأملًا وفلسفة وكان متأثرًا بالطبيب وفيلسوف اليوناني جَالِينُوس (نحو 129 - 200 م) والذي اعتقد (في تفسيره للطمث) بأن جسد الانثى أكثر برودة من جسد الذكر وبالتالي هو غير قادر على «طهي» محتوياته من المواد والطعام جيدًا مما يسبب خروج المواد الغير مهضومة على شكل نزيف شهري، واحتوى الكتاب أيضًا على شروح لاضطرابات الطمث وأمراض الرحم والحمل والولادة. أما الكتاب الثاني بعنوان «علاج المرأة» فاحتوى على فصول لشرح أمراض الأطفال وأمراض الذكورة وبعض الأمراض الجلدية مع التركيز على علاج حالات العقم. وفي الكتاب الثالث تحت عنوان «تجميل المرأة» تطرح مسائل العناية بالجمال الجسدي والاهتمام بالشعر والعضلات لاكتساب اعجاب الآخرين.
كما ورد ذكر الطبيبة دوروتيا بوكا التي تولت مناصب للعمل بالطب والفلسفة في جامعة بولونيا لأكثر من أربعين عاما من 1390.
كما ورد ذكر العديد من الأسماء الأخرى لطبيبات إيطاليات تضمنت جاكوبينا فيليسي، اليساندرا جيلياني، ريبيكا دي جورنا، كونستانس كاليندا، كالريس دي دوريسيو، سونستانزا، ماريا إنكارناتا وتوماسيا دي ماتيو

### العالم الإسلامي في العصور الوسطى
وبالنسبة للعالم الإسلامي فإن المعروف عن النساء اللاتي مارسن الطب شحيح جدا بالرغم من أن المرجح هو عمل مشاركة المرأة الفعالة والمنتظمة في العديد من المجالات الطبية. وتشير بعض كتابات الأطباء الذكور إلى وجود إناث مارسن الطب وعلى سبيل المثال فإن أبو القاسم الزهراوي -وهو طبيب وجراح مسلم عربي عاش في الأندلس في القرن العاشر الميلادي- ذكر في كتاباته صعوبة قيام الطبيب الذكر بالتعامل مع المريضات الإناث بسبب تحريم التلامس بين الذكر والأنثى في الدين الإسلامي مما يحتم وجود طبيبات إناث أو مساعدات يتلقين التعليمات من الطبيب. كما وصف ابن خلدون في كتاباته عمل النساء في المجال الطبي بـ«العمل الراقي والضروري للحضارة»، كما أن الجواري في عصر الأندلس برزن في مجالات عدّة من بينها الطب..فعلى سبيل الذكر لا الحصر تنقل مصادر عن أحد تجار الرقيق من علماء القرن الخامس هجري الموافق للقرن الحادي عشر ميلادي قوله «في مُلْكي الآن أربعُ رومياتٍ كُنَّ بالأمس جاهلاتٍ، وهنَّ الآن عالمات حكيمات (= طبيبات) منطقيات فلسفيات هندسيات موسيقاويات أسطرلابيات معدِّلات نجوميات نحويات عَروضيات أديبات خطاطيات، تدل على ذلك -لمن جهلهن- الدواوينُ الكبارُ التي ظهرت بخطوطهن». وبذلك يمكننا القول بأنه رغم عدم ورود معلومات وأدلة كافية تُأكد وجود طبيبات إناث في عصر الدولة الإسلامية إلا أنه يمكن ببساطة استنباط وجودهن.
ولكن حتى الآن، لم يتم تحديد أي اطروحة طبية معروفة مكتوبة من قبل امرأة في العالم الإسلامي في القرون الوسطى.

### الصين
اعتمد الطب في الصين قديمًا على المداواة بالأعشاب والوخز بالإبر والتدليك وذلك لآلاف السنين. وقد وصل الطب الغربي إلى الصين في القرن 19 ميلاديًا عن طريق البعثات الطبية التي كانت ترسلها وتنظمها الكنائس الأوروبية، كجمعية التبشير بلندن والتي قامت بإرسال بنيامين هوبسون المبشر والطبيب عام (1816-1873) والذي كان له الفضل في إنشاء عيادة طبية ناجحة للغاية سميت «عيادة واي آي (惠愛醫館)» في مدينة قوانغتشو بالصين، والكنيسة الميثودية ببريطانيا والكنيسة المشيخية بالولايات المتحدة الأمريكية.
كما أنشأت البعثات الطبية المرسلة من لندن إلى الصين كلية الطب بهونج كونج للطلاب الصينيين (香港華人西醫書院) عام 1887, فتخرجت منها أول دفعة من الطلاب عام 1892.

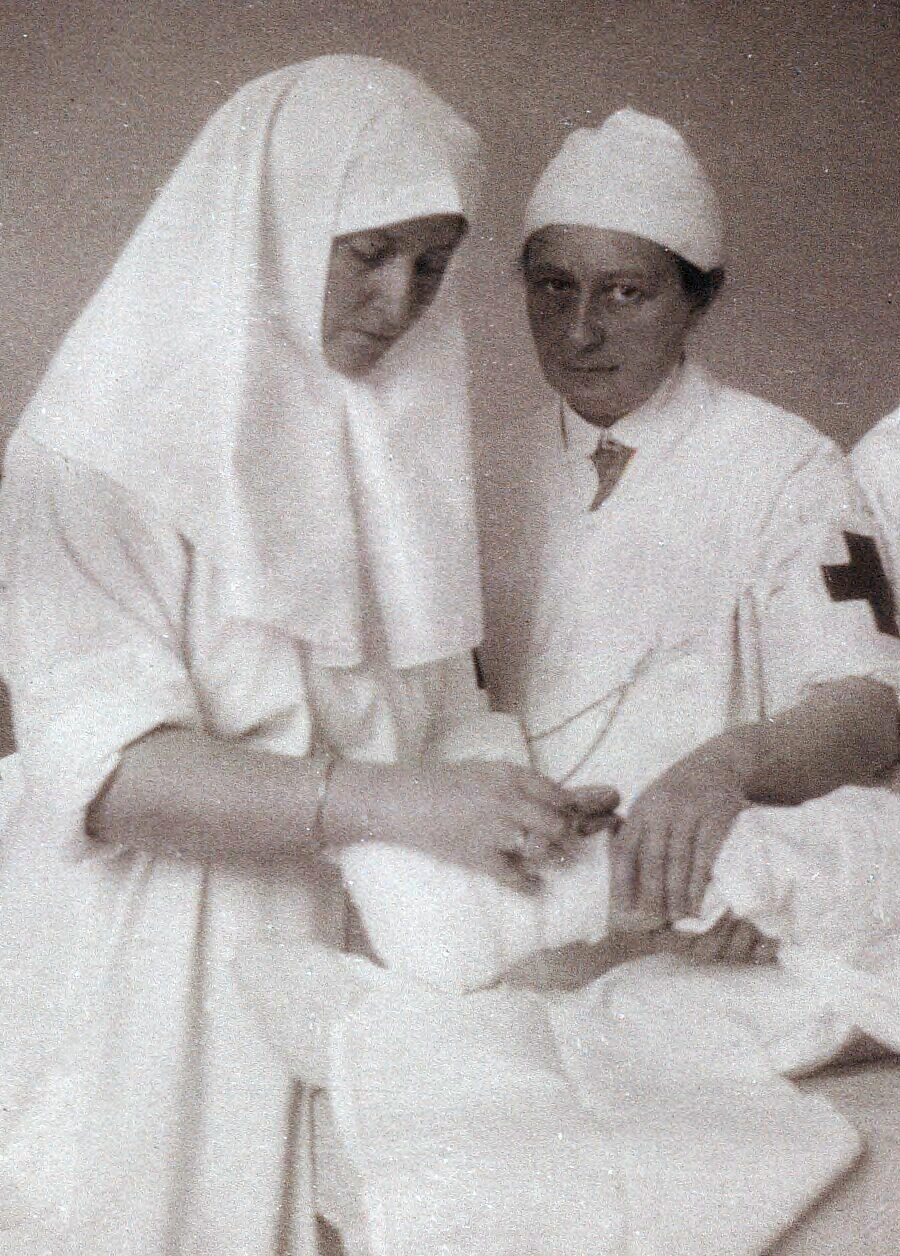
فيرا غيدرويتس

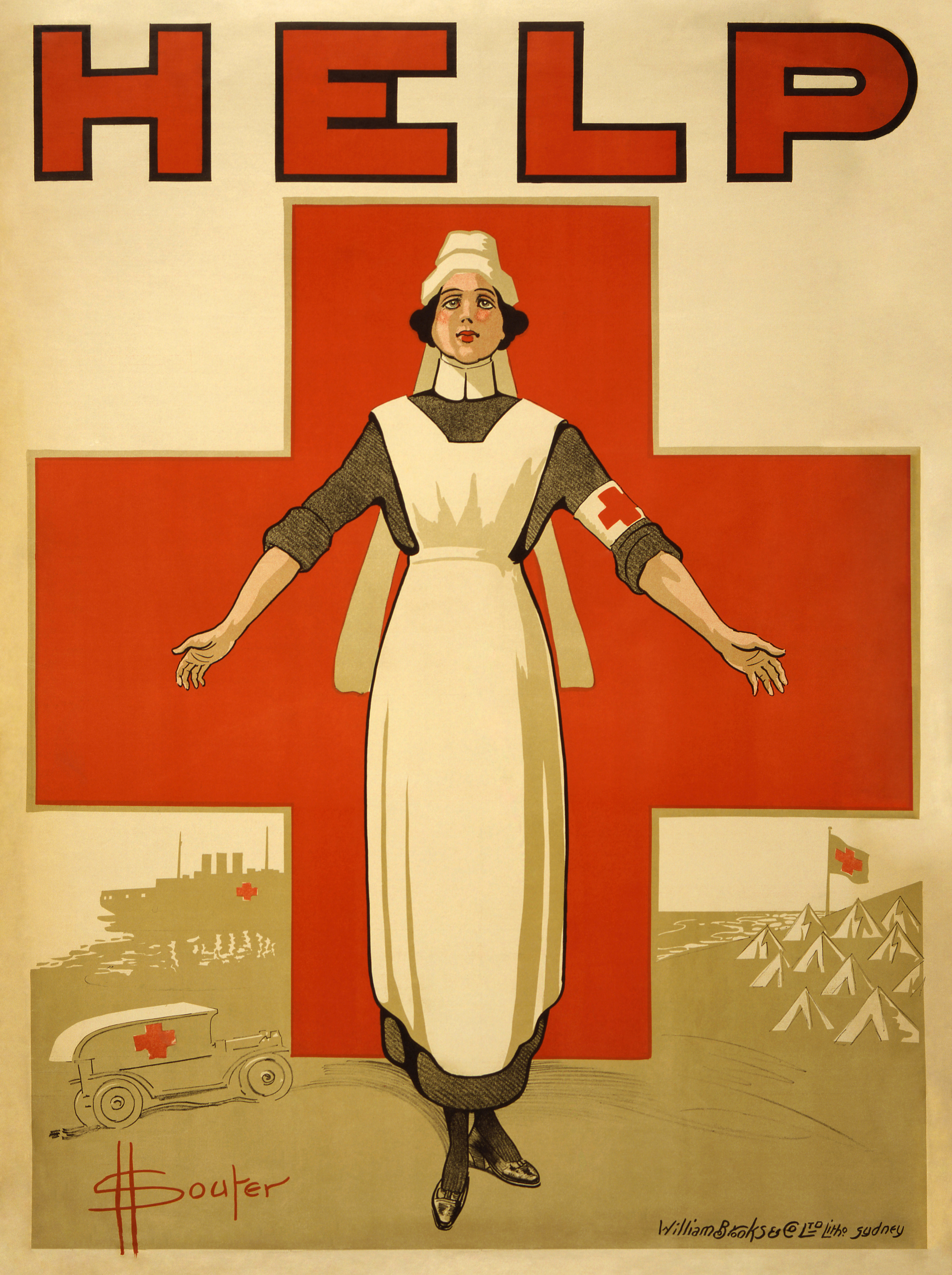
شعار الممرضات الروسيات خلال الحرب العالمية الثانية

ولكن بسبب التقاليد السائدة في الصين في ذلك الوقت والتي كانت تمنع التعامل بين الرجال والنساء، ترددت النساء كثيرًا في التدواي لدى الأطباء الذكور المعالجين بالطب الغربي مما جعل الصين في حاجة ماسة لطبيبات إناث ممارسات للطب الغربي. وهذا ما ابتدأ إرسال طبيبات إناث ضمن البعثات الطبية من أوروبا إلى الصين ومنهم ماري حنا فولتون (1854-1927)
والتي أرسلتها الكنيسة المشيخية بالولايات المتحدة الأمريكية لتنشيء أول كلية طب للإناث بالصين والتي عرفت باسم جامعة لينجان للبنات (夏葛女子醫學院)
وبنيت هذه الكلية بتبرعات السيد إدوارد أ. ك. فولتون (1851-1916) الأميريكي الموطن. وبدأ الطلاب بدراسة 4 تخصصات مختلفة منذ عام 1902, وبنهاية عام 1915 كان قد انضم للجامعة 60 طالبة معظمهن من الصينيات، وقد انضمت العديد من الطالبات للدين المسيحي بتدخل من السيد فولتون حيث أوضح السيد أن هدف إنشاء الجامعة هو نشر المسيحية وتعليم الطب الغربي والارتقاء بالحالة الاجتماعية للمرأة الصينية. وتم إلحاق مستشفى «ديفيد جريج» والتي سميت أيضًا بـ «مستشفى ياجي (柔濟醫院)» بالكلية 
وتضمنت أسماء الخريجين كلًا من «وونج ين هينج (黃婉卿)» و «لي سان شو (周理信, 1890-1979)» وكلاهما عمل بممارسة الطب بعد التخرج.

### العصر الحديث
مثلت الطبيبات في العصر الحديث أدوارًا هامة في تطور المجال الطبي واكتشاف الأدوية وعلاج الكثير من الأمراض، كما لعبت الكثير من الطبيبات والممرضات أدورًا تاريخية خلال الحروب التي خاضتها بلادهن وفي أوقات الأوبئة والأزمات الطبية، وكأمثلة لذلك نجد فيرا غيدرويتس وهي أول جرّاحة روسية. التحقت بالجبهة خلال الحرب الروسية-اليابانية عام 1904 , فقد تطوعت فيرا غيدرويتس لتعمل في قطار الصليب الأحمر. ودونت فيرا اسمها في تاريخ الطب العسكري الروسي حين كانت تجري عشرات العمليات الجراحية الصعبة كل يوم. وبين زبائنها الجنرال الروسي الأسطوري غوركو وولي العهد الياباني الأسير الذي بعث فيما بعد بهدايا إلى العاهل الروسي ورسالة وصف فيها فيرا بأنها أميرة الرحمة.
ويرد اسم الطبيبة إليس انجليس خلال الحرب العالمية الأولى لدورها البارز في إنشاء منظمة «مستشفيات المرأة الاسكتلندية» بهدف تنظيم عمل الإناث بالمستشفيات لإغاثة الجنود المشاركين في الحرب بالإضافة إلى جنود جيوش الحلفاء، وكانت المنظمة نشطة في إرسال فرق طبية إلى فرنسا وصربيا وروسيا. وقد سافرت إليس بنفسها إلى صربيا أثناء الحرب وبسبب جهودها الطبية استطاعت أن تقلل من انتشار مرض التيفود والذي كان متوطنًا بهذه المنطقة في ذلك الوقت.
و في أبريل 1916، أصبح إليس أول امرأة تحصل على وسام النسر الأبيض (الصف الخامس) من قبل ولي عهد صربيا في حفل أقيم في لندن.
وفي الحرب العالمية الأولى أيضًا ظهرت الطبيبة أني لوري أليكسندر (Annie Lowrie Alexander) برتبة ملازم أول في الجيش  وعينت قائم بأعمال مساعد جراح، وقامت أيضًا بالفحصوات الطبية اللازمة لأطفال المدارس بتلك المنطقة حيث كان يتزامن انتشار وباء الانلونزا مع الحرب عام 1918. وتوفيت أني عام 1929 بسبب التهاب رئوي انتقل لها من مريض كانت تعالجه.
ونجد الطبيبة المصرية وفاء الصدر التي ترأست قسم الأمراض المعدية بجامعة كولومبيا في الفترة 1988-2008  وخلالها عملت الصدر على تطوير برنامج علاج ومكافحة مرض السل الرئوي ومرض الإيدز كما سامهت في إنشاء برنامج يهدف إلى تزويد النساء والأطفال بالعلاجات والخدمات المتعلقة بمرض الإيدز والذي يغطي 13 دول أفريقية. وهي الآن واحدة من أفرادالفريق الاستشاري التقني للسل في منظمة الصحة العالمية

### كليات الطب التاريخية الخاصة بالإناث

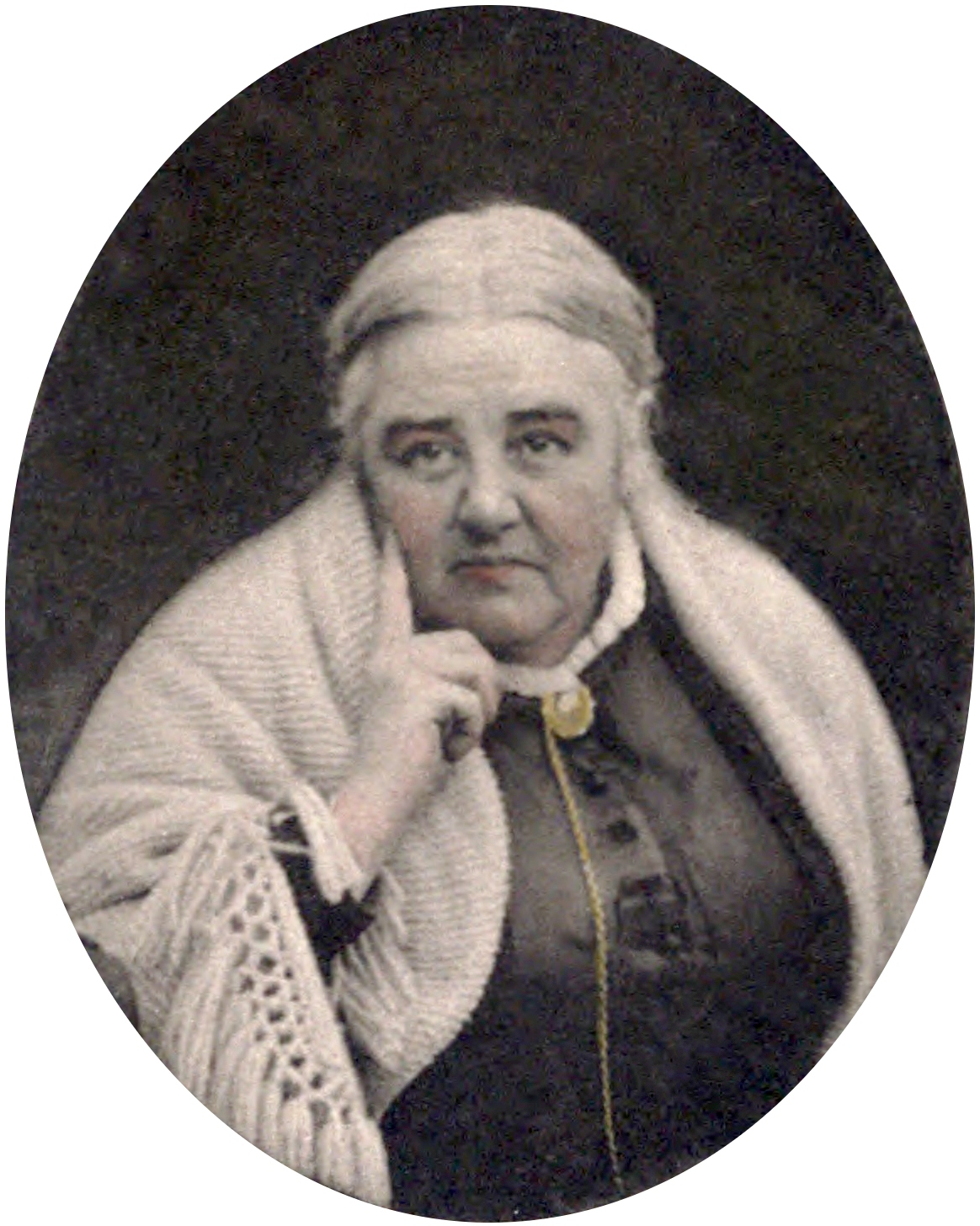
صوفيا لوسيا جيكس بليك

عندما كانت الإناث ممنوعات بشكل روتيني من الالتحاق بكلية الطب، قمن بالسعي لتشكيل المدارس الطبية الخاصة بهن ومنها:
- كلية الطب للإناث ببنسلفانيا (تأسست عام 1850).
- كلية الطب للإناث بلندن (أسستها صوفيا لوسيا جيكس بليك عام 1874)
- كلية الطب للإناث بادنبره (أسستها صوفيا لوسيا جيكس بليك عام 1886)
- جامعة سانت بطرسبورغ الحكومية الطبية الأولى (تأسست عام 1897)
- كلية الطب للإناث بطوكيو (تأسست عام 1900)
- كلية الطب للإناث بجامعة ليجنان بالصين (تأسست عام 1902)

### مستشفيات تاريخية شهدت مشاركة فعالة للإناث

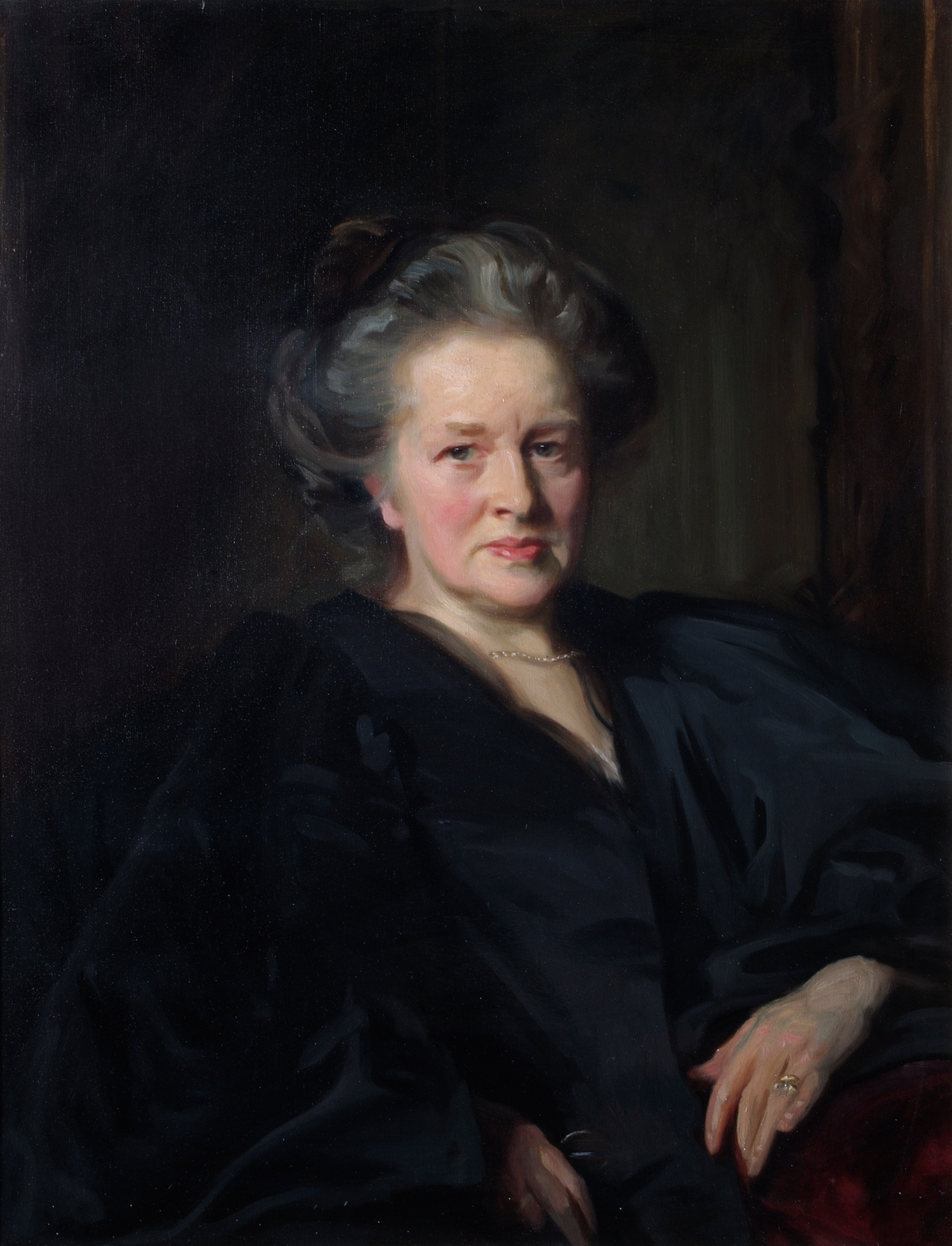
إليزابيث جيريت أنديرسونفي لوحة مرسومة عام 1900

- مستشفى النساء بفلاديلفيا (تأسست عام 1861) وقدمت خدمات تعليمية طبية هامة لطالبات كلية طب الإناث ببنسلفينيا
- مستشفى نيوإنجلند لطب النساء والأطفال (أسستها طبيبات عام 1862) وتسمى اليوم «مركز ديموك لصحة المجتمع» [55]
- المشفى الجديد للنساء (أسستها إليزابيث جيريت أنديرسون) عام 1870 وعملت فيها الطبيبات من النساء لخدمة المريضات من النساء أيضًا
- مستشفى جنوب لندن لطب للنساء والأطفال (أسستها إلينور ديفيس كولي) و (مود شادبيرن) عام 1912 وأغلقت عام 1984 وأديرت بطاقم كامل من الإناث وفقط.

### الرائدات في المجال الطبي من النساء
- مريت بتاح (2700 قبل الميلاد): أول امرأة طبيبة يذكر اسمها وربما تكون أول امرأة في التاريخ تعمل في مجال العلوم.
- أجاميدي (Agamede): وهي طبيبة معالجة في كتابات هوميروس في عصر ماقبل حصار طروادة.
- أجنوديك (Agnodike): أول أنثى تمارس الطب قانونيًا في أثينا في القرن 4 قبل الميلاد
- تروتا ساليرنو (Trota of Salerno): قامت في القرن 12 بجمع العديد من الممارسات الطبية والمعلومات والمهارات في عددة كتب مثلت فيما بعد نواة ل3 كتب سميت ال«تروتيولا» تحمل في مجملها معلومات طبية قيمة وانتشرت في انحاء أوروبا.
- القديسة هايدغارد بنجين (Hildegard of Bingen)(1098–1179): كانت كاتبة ألمانية وملحنة وفيلسوفة وقد كتبت نصوصًا لاهوتية ونباتية وطبية وتعد أول طبيبة ألمانيا يرد ذكرها تاريخيًا.
- بيشانس باكون ميلر (Patience Bacon Miller)(1623-1716): أول طبيبة تعمل جراحة بالولايات المتحدة الأمريكية.
- دورثيا إريكليبين (Dorothea Erxleben) (1715–1762): أول طبيبة تحصل على درجة الدكتوراة بألمانيا.
- جايمس ميرندا باري (179?-1865)(James Miranda Barry): طبيبة شهيرة تنكرت في زي رجل لاستكمال دراسة الطب وممارسته.
- لوفيسا آربيرج (1801–1881)(Lovisa Årberg): أول طبيبة وجراحة بالسويد.
- إيميليا آسور (1803–1889)(Amalia Assur): أول طبيبة أسنان بالسويد ويعتقد أنه بأوروبا كلها.
- أن بريستون (Ann Preston) (1813–1872): أول أنثى تعمل كعميد لكلية طب.
- إليزابيث باكويل (1821–1910)(Elizabeth Blackwell): أول أنثى تتخرج من كلية الطب بالولايات المتحدة الأمريكية، حصلت على الدكتوراة عام 1849 من جامعة جينيفا بنيويورك.
- ريبيكا لي كرامبلير (1831 - 1895)(Rebecca Lee Crumpler): أول أمريكية من أصل أفريقي تدرس الطب وتحصل على درجة الدكتوراة عام 1864 من جامعة بوسطن.
- لوسي هوبس تايلور (1833–1910)(Lucy Hobbs Taylor): أول طبيبة أسنان بالولايات المتحدة الأمريكية.
- صوفيا لوسيا جيكس بليك (1836–1917)(Sophia Jex-Blake): رائدة في مجل الطب ونسوية شهيرة ببريطانيا ومؤسسة كلية الطب للإناث بلندن.
- ميديلين بري (1839–1925)(Madeleine Brès): أول فرنسية تحصل على درجة الدكتوراة في الطب.
- ناديا ساسلوفا (1843–1918)(Nadezhda Suslova): أول روسية تحصل على درجة الدكتوراة في الطب.
- فرانسيس هوجان (1843–1927)(Frances Hoggan): أول بريطانية تحصل على درجة الدكتوراة في الطب وذلك عام 1870.
- إديث بيشي فيبسون (1845–1908)(Edith Pechey-Phipson): طبيبة إنجليزية برعت في ممارسة الطب بالهند، حصلت على درجة الدكتوراة عام 1877 من الجامعة الملكية للطب والقبالة بأيرلندا.
- ماري شارليب (1845-1930)(Mary Scharlieb): انجليزية رائدة في مجال الطب.
- مارجريت كليفيس (1848–1917)(Margaret Cleaves): رائدة في مجال العلاج بالإشعاع قصير المدى، حصلت على درجة الدكتوراة عام 1873.
- أنستازيا جلوفينا (1850-1933)(Anastasia Golovina): أول بلغارية تعمل كطبيبة.
- أوجينو جينكو (1851-1913)(Ogino Ginko): أول أنثى تمارس الطب الغربي في اليابان بعد الحصول على ترخيص.
- اليتا جايكوب (1854-1929)(Aletta Jacobs): أول دانيماركية تكمل دراستها الجامعية، وأول أنثى تحصل على درجة الدكتوراة في الطب في الدانيمارك.
- هوب بريدجيس أدامز ليهمان (1855-1916)(Hope Bridges Adams Lehmann): أول ممارس عام للطب ومتخصص بطب النساء والتوليد بميونيخ، ألمانيا.
- أنا جليفيس هوتز (1855-1934)(Ana Galvis Hotz): أول كولومبية وأول امرأة في أمريكا اللاتينية تحصل على شهادة جامعية بدراسة الطب.
- ماريا كوتريدا كراتونيسكا (1857–1919)(Maria Cuțarida-Crătunescu): أول أنثى تعمل كطبيبة برومانيا.
- دولورس ألو ريرا (1857–1913)(Dolors Aleu i Riera): أولأنثى تعمل كطبيبة بأسبانيا.
- كادامبيني جانجولي (1861–1923)(Kadambini Ganguly): أول امرأة هندية تحصل على شهادة جامعية بدراسة الطب.
- أني لوري اليكسندر (1864–1929) (Annie Lowrie Alexander): أول أنثى تحصل على ترخيص للعمل كطبيبة بجنوب الولايات المتحدة.
- أليس أنجليس (1864–1917)(Elsie Inglis): الأسكتلاندية المولودة بالهند والحاصلة على درجة الدكتوراة بالطب والرائدة في مجال النطالبة بحق المرأة في الاقتراع.
- ماري سبانجبيرج هولث (Marie Spångberg Holth)(1865-1942): أول أنث تتخرج من كلية الطب بالنرويج.
- أناندي جوبال جوشي (आनंदीबाई गोपाळराव जोशी))(1865-1887): أول أنثى هندية تحصل على شهادة الطب الجامعية، وذلك عندما تخرجت من كلية الطب للإناث ببنسلفينيا.
- سوزان لا فليش بيكوت (Susan La Flesche Picotte)(1865-1915): أول أنثى من السكان الأصليين لأمريكا تحصل على شهادة جامعية بدراسة الطب.
- إيما ك. ويليتز (Emma K. Willits) ((1869–1965): يعتقد بأنها ثالث امرأة تعمل كجراحة وأول امرأة تترأس قسم الجراحة العامة بمستشفى الأطفال بسان فرانسيسكو.
- بيرثا إ. رينولد (Bertha E. Reynolds) (1868-1961): أول امرأة تحصل على ترخيص لممارسة الطب بولاية ويسكونسن، وعملت بها بالمناطق الريفية.